# Stróże Niżne
Stróże Niżne (Stróże Okrągłe) – część wsi Stróże w Polsce, położona w województwie małopolskim, w powiecie nowosądeckim, w gminie Grybów. Stanowi północną część wsi.

## Historia
Dawniej samodzielna wieś i gmina jednostkowa Stróże Niżne w powiecie grybowskim (okręg sądowy Grybów). W II RP w województwie krakowskim, początkowo w powiecie grybowskim, a od 1 kwietnia 1932 w powiecie gorlickim. 
1 sierpnia 1934 gminę Stróże Niżne zniesiono, włączając ją do nowo utworzonej zbiorowej gminy Bobowa.
15 września 1934 Stróże Niżne i Stróże Wyżne połączono w jedną gromadę Stróże w granicach gminy Bobowa.
W latach 1975–1998 miejscowość administracyjnie należała do województwa nowosądeckiego.